# Долженко, Галина Олеговна
Галина Олеговна Долженко (18 июня 1989) — российская спортсменка (вольная борьба), участник Кубка мира.

## Карьера
В январе 2009 года в Красноярске стала бронзовым призёром Гран-При Ивана Ярыгина. В марте 2009 попала в заявку сборной России на Кубок мира в китайском Тайюане. В индивидуальном зачёте заняла 5 место, а в команде шестое.

## Спортивные результаты
- Гран-При Иван Ярыгин — ;
- Кубок мира по борьбе 2009 (команда) — 6;
- Кубок мира по борьбе 2009 — 5;
- Чемпионат России по женской борьбе 2012 — 5;